# تشيرو-باكاينتس
تشيرو-باكاينتس هي قرية تقع في إقليم ألبا في رومانيا.

## السكان
حسب إحصائيات 2002 بلغ عدد سكان القرية 376 نسمة.